# Alafia calophylla
Alafia calophylla är en oleanderväxtart som beskrevs av Marcel Pichon. Alafia calophylla ingår i släktet Alafia och familjen oleanderväxter. Inga underarter finns listade i Catalogue of Life.